# Stolothrissa tanganicae
Der Tanganikasee-Hering (Stolothrissa tanganicae; auch: Tanganikasee-Sardine, kapenta) lebt im ostafrikanischen Tanganjikasee, sowie im Lukuga, dem Abfluss des Tanganjikasees zum Kongo. Sie ist die einzige Art ihrer Gattung. Neben ihr gibt es noch einen zweiten endemischen Hering, die Tanganjikasee-Sardine. Außer diesen beiden Heringen kommen dort nur noch wenige weitere pelagisch, also im offenen Wasser lebende Fischarten vor.

## Name
Der Gattungsname Stolothrissa setzt sich zusammen aus den griechischen Begriffen: "stola" = Mantel und "thrissa", -es = makrele.

## Merkmale
Die Kapenta hat die typische, seitlich abgeflachte, etwas hochrückigere Gestalt der Süßwasserheringe und wird bis zu 10 cm lang und ca. 8 g schwer. Die Rückenflossen haben 12-18 weiche Flossenstrahlen; die Analflossen 16 - 27 weiche Flossenstrahlen. Die Schuppe an der Basis der Bauchflossen ist nur leicht gekielt und beginnt nach dem Ansatz der Brustflossen. Die Schnauze ist schmal und erscheint von oben betrachtet konkav. Die Maxillare ist etwa 2,25 mal so lang wie ihr Schaft. Der zweite Supramaxillarknochen ist diamantförmig oder mehr oder weniger rhombisch. Die unteren Kiemenrechen sind lang und schlank. Die Fische tragen auf den Flanken einen silbernen Streifen.

## Lebensraum
Stolothrissa tanganicae lebt im Freiwasser des Tanganjikasees und bildet sehr große Schwärme, die mehrere Kilometer lang werden können. Sie sind die zahlreichsten Fische des Tanganjikasee. Die Jungtiere unter 5 cm bleiben näher am Ufer als die erwachsenen Tiere und halten sich tagsüber unter 60 m Tiefe auf, während sie nachts bis auf 8-15 m aufsteigen. Die Tiere ernähren sich von Plankton. Sie werden ab einer Länge von 6 cm geschlechtsreif und laichen mehr oder weniger ganzjährig, wobei die Hauptlaichzeit im Mai und Juni sowie Dezember und Januar liegt. Die Erwachsenen kommen zum Laichen an die Ufer. Die Weibchen legen zwischen 10.000 und 25.000 Eier. Die Eier sinken langsam.
Die Art wird zwar stark befischt, ist aber zurzeit nicht bedroht.

## Nutzung
Die Tanganikasee-Sardine wird stark befischt und bereits ab einer Länge von 3 cm gefangen.

## Belege
1. ↑  Sven O. Kullander und Tyson R. Roberts: Out of Lake Tanganyika: endemic lake fishes inhabit rapids of the Lukuga River. Ichthyol. Explor. Freshwaters, Vol. 22, No. 4, Dezember 2011© 2011 by Verlag Dr. Friedrich Pfeil, München, Germany – ISSN 0936-9902
2. ↑  P. Romero: An etymological dictionary of taxonomy. Madrid 2002.
3. ↑  Stolothrissa tanganicae auf Fishbase.org (englisch).
4. ↑  Nyanza Annual Report.